# Kekko Kamen
Kekko Kamen (けっこう仮面 Kekkō Kamen?), traducido al castellano como La Máscara Espléndida es un manga de Gō Nagai. Es una parodia del Capitán Centella, haciendo un juego de palabras con el nombre de este, Gekko Kamen. Narra las aventuras de la joven heroína que usa una máscara roja, bufanda, capa, guantes y botas, pero nada más.

## Argumento
Se encuentra vigilante en la escuela superior llamada Academia Esparta (スパルタ学園 Suparuta Gakuen?), donde hay castigos por cualquier pequeño error, y las chicas son sexualmente humilladas por los pervertidos maestros. La mente maestra detrás de todo esto es un villano llamado Dedo Gordo del pie de Satan (サタンの足の爪 Satan no Ashi no Tsume?), que parodia al supervillano Garra de Satán (サタンの爪 Satan no Tsume?). Antes de que los maestros puedan cometer abusos, Kekko Kamen aparece en el aire y les rompe el cuello a patadas. A pesar de esto, al morir tienen una sonrisa en la cara.

## Manga
El manga fue publicado en la revista Shonen Jump mensual desde 1974 hasta 1978 y se recopiló en cinco volúmenes. Se recopiló más tarde en edición kanzeban de tres volúmenes y luego en una edición de lujo de dos volúmenes.
Tiene una novela ligera propia, y varios artbooks de la serie.

## Películas y anime
El manga ha sido adaptado a una serie de siete películas en imagen real y a cuatro OVAs.
Películas en imagen real
- Kekkō Kamen (1991)
- Kekkō Kamen 2 (1992)
- Kekkō Kamen 3 (1993)
- Kekkō Kamen (2004)
- Kekkō Kamen: Mangurifon no gyakushū (2004)
- Kekkō Kamen: Returns (2004)
- Kekkō Kamen: Surprise (2004).

- Datos: Q105297464